# Wojsławice
Wojsławice è un comune rurale polacco del distretto di Chełm, nel voivodato di Lublino.
Ricopre una superficie di 110,18 km² e nel 2004 contava 4 399 abitanti.